# Arrow Rock Township
Pour les articles homonymes, voir Arrow Rock (homonymie).
Arrow Rock Township est un ancien township, situé dans le comté de Saline, dans le Missouri, aux États-Unis,.
Le township est fondé en 1822 et baptisé en référence au village d'Arrow Rock.

### Source de la traduction
- (en) Cet article est partiellement ou en totalité issu de l’article de Wikipédia en anglais intitulé « Arrow Rock Township, Saline County, Missouri » (voir la liste des auteurs).